# Арістеїдіс Грігоріадіс
Арістеїдіс Грігоріадіс (6 грудня 1985) — грецький плавець.
Учасник Олімпійських Ігор 2004, 2008, 2012 років.